# كلود د. تايلور
كلود د. تايلور هو سياسي كندي، ولد في 13 سبتمبر 1911، وتوفي في 1970. انتخب عضو الجمعية التشريعية لنيو برونزويك ‏.